# Ergolea
Ergolea is een geslacht van vlinders van de familie spinners (Lasiocampidae).

## Soorten
- E. geyri (Rothschild, 1916)
- E. reneae Dumont, 1922